# Aeródromo de Fuentemilanos
El Aeródromo Antonio González fundado en 1999, está situado en la localidad de Fuentemilanos perteneciente a la ciudad de Segovia, España.
El aeródromo es de uso privado y está operado por aviones ligeros, ultraligeros y planeadores.

## Coordenadas
- 40°53′20″N 4°14′25″O / 40.88889, -4.24028

## Instalaciones
- Una pista de despegue y aterrizaje de 1,1 km.
- Una pista de rodadura.
- Una terminal.
- Una plataforma de estacionamiento.

## Hangares y Almacenamiento
- Hangar n.º 1: Escuela de vuelo sin motor (ultraligeros) y taller de mantenimiento de dichas aeronaves.
- Hangar n.º 2: Veleros privados.
- Hangar n.º 3: Avionetas privadas.

## CAMO y Centro de Mantenimiento
Este aeródromo contiene el centro de mantenimiento ES.MF.006 (Subparte F), propiedad de la empresa AERONÁUTICA DEL GUADARRAMA, S.A., autorizado por la Agencia Estatal de Seguridad Aérea (AESA) para planeadores y motoplaneadores. Dispone, asimismo, de la CAMO+ ES.MG.137(CONTINUING AIRWORTHINESS MANAGEMENT ORGANISATION) que, de conformidad con la Sección A, Subparte G del Anexo I {Parte M) del Reglamento (CE) n° 2042/2003, está aprobada para gestionar el mantenimiento de la aeronavegabilidad de las aeronaves (planeadores y aviones monomotor) que figuran en su alcance, así como para expedir recomendaciones y certificados de revisión de la aeronavegabilidad, según lo especificado en el punto M.A.710 del Anexo I (Parte M), del REGLAMENTO (CE) No 2042/2003 DE LA COMISIÓN.

## Actualidad
En la actualidad este aeródromo consta de una pista totalmente asfaltada de despegue y aterrizaje y una pista auxiliar. Pista principal señalizada 34 16.

## Acceso
Este aeródromo se encuentra en la localidad de Fuentemilanos, término municipal de Segovia y la carretera principal de acceso a dicho pueblo es la N-110.

## Operaciones
TIPO DE OPERACIÓN
Las aeronaves propiedad de AERONÁUTICA DEL GUADARRAMA, S.A., realizan las siguientes actividades de Trabajos Aéreos para las que está autorizada la Compañía1:
Aeronaves de pistón:
- Remolque de planeadores.
- Remolque de pancarta.
- Fotografía Aérea Oblicua.
- Filmación aérea.
- Vuelos de Observación y Patrullaje.

Planeadores:
- Escuela de Vuelo a Vela:
  - Formación Básica.
  - Formación avanzada.
- Curso de Recuperación de Posiciones Inusuales en planeador.
- Curso de Acrobacia en planeador.

OTRAS OPERACIONES
- Escuela de Ultraligeros (ULM) AVIACIÓN y RECREO.
  - Vuelo de Divulgación (Bautismo Aéreo). Podrás pilotar el avión, sin necesidad de conocimientos previos, bajo la supervisión e indicaciones del instructor con el que volarás.
  - Curso para obtención de licencia de piloto ULM.
  - Curso de iniciación al vuelo en ULM.
  - Curso de navegación.
  - **NUEVO** Curso de Recuperación de Posiciones Inusuales en ULM. Puedes realizarlo en tu propio avión.
  - Curso de habilitación de radiofonista.
  - Curso de instructor ULM.